# Synagoga Leszczyńska we Wrocławiu (ul. Szajnochy 7)
Synagoga Leszczyńska we Wrocławiu – nieistniejąca synagoga terytorialna, która znajdowała się we Wrocławiu, przy ulicy Szajnochy 7-8.
Synagoga została założona w 1685 roku. Uczęszczały do niej głównie osoby pochodzące z regionu leszczyńskiego. W 1749 roku synagoga została przeniesiona do nowej siedziby, mieszczącej się przy ulicy Karola 30.
W 1817 roku synagogę z powrotem przeniesiono do starej siedziby. Jednak już w połowie XIX wieku przeniesiona została do nowej siedziby, mieszczącej się przy ulicy Ruskiej 20.